# سیارک ۲۰۳۱۱
سیارک ۲۰۳۱۱ (به انگلیسی: 20311 Nancycarter، نامگذاری:1998FH117) بیست هزار و سیصد و یازدهمین سیارک کشف شده‌است که در ۳۱ مارس ۱۹۹۸ کشف شد.
قدر مطلق سیارک برابر ۱۵٫۰ است.